# Tan solo
«Tan solo» es una canción y sencillo del grupo musical de Argentina Los Piojos. Incluida en el álbum debut del grupo que fue titulado Chactuchac del año 1992. Fue lanzada como sencillo en 1999 para promocionar el primer álbum en vivo del grupo titulado Ritual. Esta posicionada en el puesto 87 de Las 100 canciones más destacadas del rock argentino según Rolling Stone y MTV.